# Île Carlos III
L'île Carlos III (en espagnol : Isla Carlos III) est une île située dans la partie occidentale du détroit de Magellan  (océan Pacifique), entre l'île Riesco au nord-ouest, la péninsule de Brunswick au nord et à l'est et l'île Santa Inés au sud-ouest. L'île se trouve au sein de l'archipel de la Terre de Feu, au Chili.
Administrativement, l'île est rattachée à la province de Magallanes dans la région de Magallanes et de l'Antarctique chilien. L'île se trouve au centre de l'aire marine et côtière protégée Francisco Coloane, première réserve marine du Chili. Elle est le point de départ pour les sorties d'observation de baleines à bosse.

## Histoire
L'île est visitée par l'expédition menée par Jacques Gouin de Beauchêne. Parti de France le 17 décembre 1698 avec deux vaisseaux de 50 canons, Le Phélypeaux et Le Maurepas, une frégate et une barque, il atteint port Famine le 3 juillet suivant. Il rencontre des indigènes sur les bords de la baie d'Elisabeth et reconnait que la terre située face à cette dernière était une île détachée de la Terre de Feu et de sept à huit lieues circonférence. Il en prend possession au nom du roi de France et la nomme d'après ce monarque : « île de Louis le Grand ».
Au XVIIIe siècle, l'île est nommée en l'honneur du roi d'Espagne Charles III (Carlos III). 